# Korgflätning

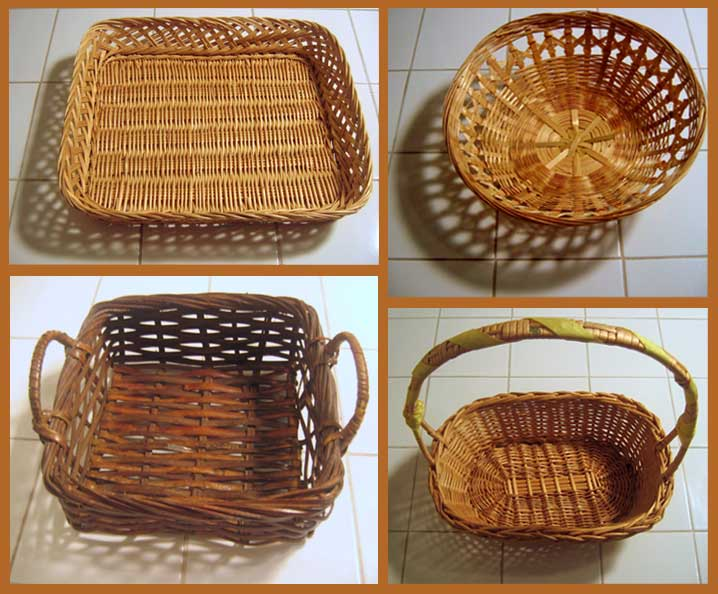
Fyra typer av korgar

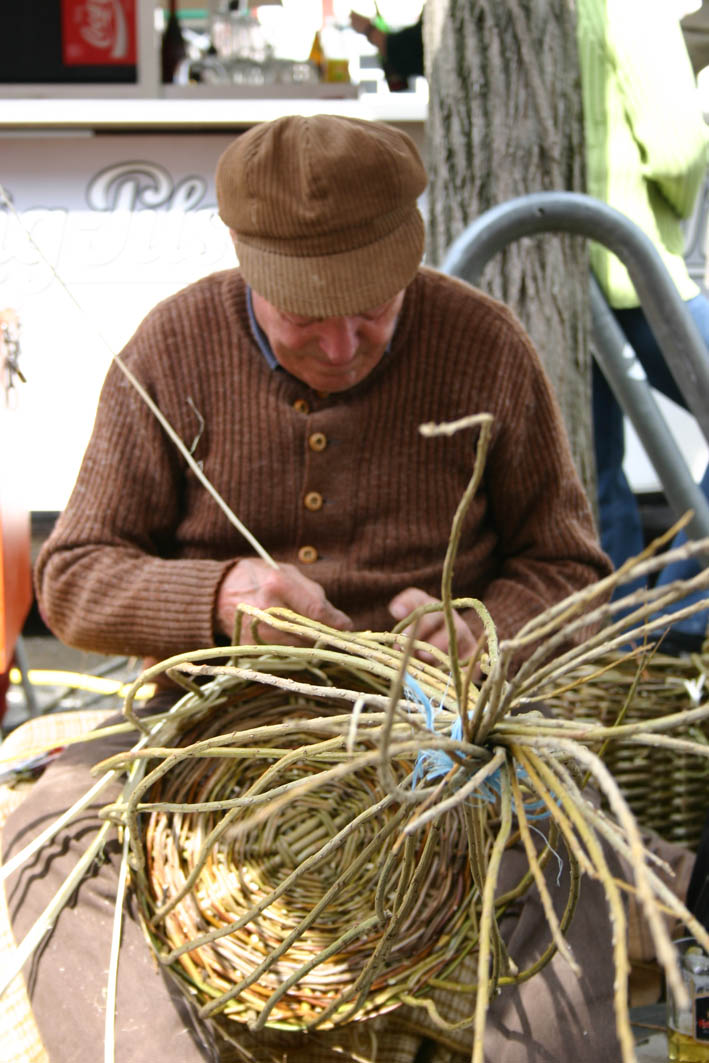
Korgmakare med halvfärdig korg

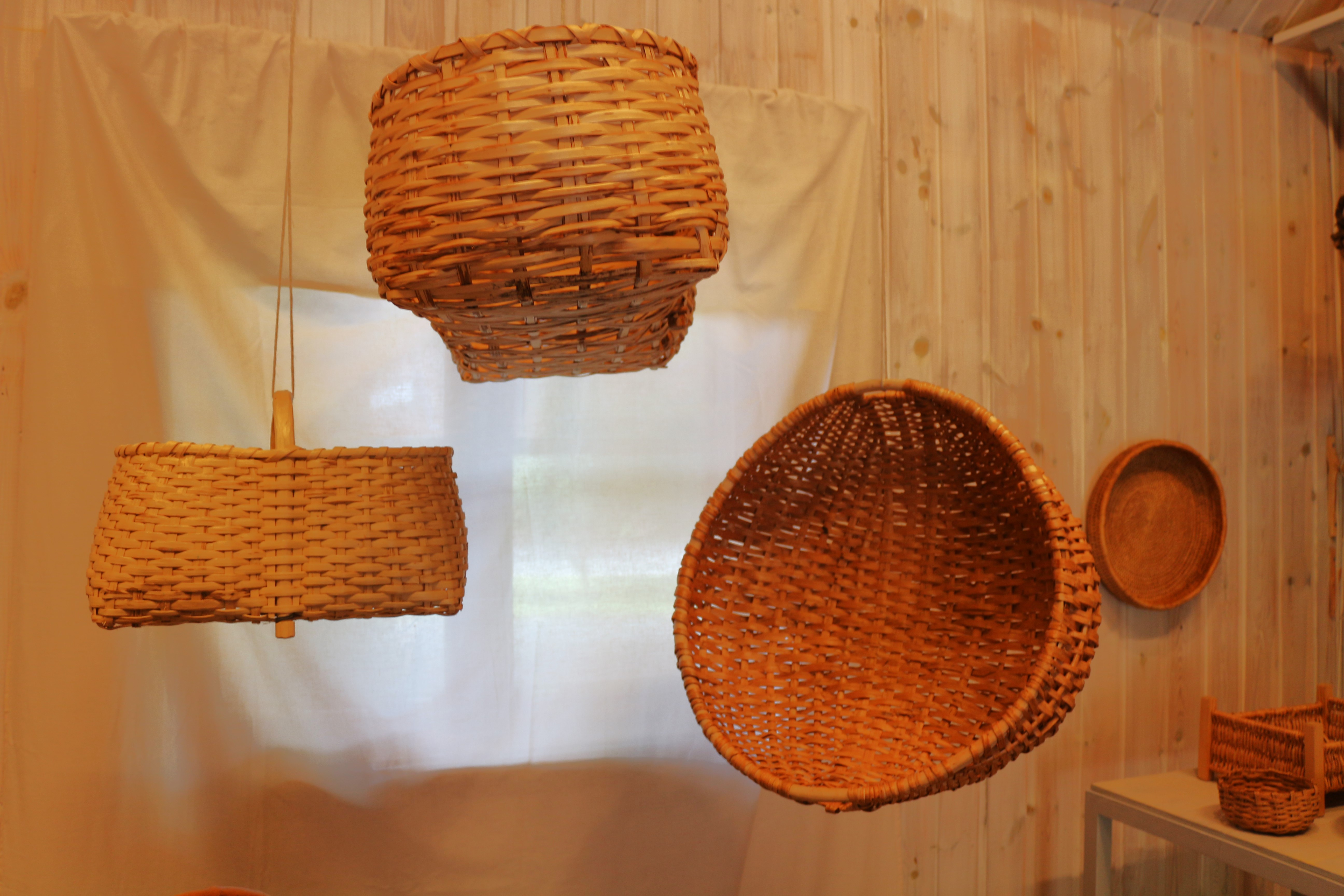
Flätade korgar på utställnng i Helénsparken, Skövde

Korgflätning är en sammanfattande benämning på flätteknik använd inom olika icke-textila hantverksformer. Hantverket har förekommit sedan förhistorisk tid och finns belagd från yngre stenålder.
Vidjor, bark, rottrådar, vinrankor och senare både näver och spån har använts.
Korgslöjd användes till såll, fisk- och fågelfällor, bärkassar och vattenbehållare, men även till mattor, eldfläktar och hattar.
Korgslöjden förekom i huvudsak inom bondenäringen, och allteftersom transportbehoven ökade så ökade efterfrågan av produkter att förvara gods i.
Korgslöjden blev särskilt stor i Blekinge, Småland, Halland, Västergötland, norra Skånes och Dalarnas slöjdbygder.
Skåne var främst känt för pilflätning (flätning med pil). Material fick man bland annat från hamling av pilevallarna. I norra Skåne, Blekinge och Värmland tillverkades större korgar i flätat envirke. Västerbotten var känt för sina rotkorgar, men sådana tillverkades även på andra håll. Spånkorgar gjordes mestadels i södra Sverige och Dalarna. Älvsborgslän har varit känt för sina spånkistor. I Blekinge har flera olika tekniker varit i bruk. I södra Sverige liksom i Danmark har halmarbeten varit vanliga.
Samernas avancerade mönster i rotslöjdade korgar har spår i 1600-talet.
Under barocken blev rottingflätning högsta mode. Möbler i flätad pil blev på modet i början av 1800-talet, och från 1840-talet blev Skåne ett svenskt centrum tillverkning av möbler, barnvagnar med mera i korgpil.
Tekniskt skiljer man på flätade och bundna korgar, där de flätade är gjorda av granrötter, näver och käppar av en, hassel, pil eller vide samt spån av tall, gran och asp, medan de bundna korgarna är fibermaterial som läggs i spiralmönster och sys samman, till exempel halm eller vissa rotkorgar.
Bland spånkorgarna har Våmhuskorgarna ett särskilt gott rykte. De kännetecknas av sitt handkluvna spånadsmaterial från tätvuxen tall. "Årsringarna ska sitta tätt som bladen i en psalmbok", sa en gammal korgmakare. Kluvorna av stockmaterialet förvaras sommartid i vatten för att göra virket mjukare och hindra det från att mögla. De tunna spånen "spjåkarna" görs inför att flätningen börjar. Finslipning av spånen sker genom att de dras genom två hyveljärn.
Flätningen inleds med att bottnen flätas och korgens form markeras med baksidan av en kniv för att ange vikningens läge för flätning av sidorna. Spjåkarna (spånen) skärs av upptill och korgen förses med lister, handtag, ben eller lock och dylikt. På de vackraste korgarna spikas lister och handtagen med kopparnubb, men sådan är svår att få tag i.

## Kända korgflätare
- Gertrud Nilson (1878-1970) var en korgfläterska verksam från 1928 till 1970. Hon lärde sig hantverket av samer i Tossåsen i Jämtland och flätade cirka 700 korgar under sin verksamma tid. Gertrud Nilsson höll även kurser i korgflätning bland annat på Jamtli i Östersund. År 1968 gav hon ut boken Min sjuhundrade korg (3:e uppl., 1982, Stockholm, LT, ISBN 91-36-01945-3).